# 小椋広勝
小椋 広勝（おぐら ひろかつ、1902年11月19日 - 1968年11月6日）は、日本の経済学者。
東京出身。東京商科大学（現在の一橋大学）卒。共産党系の文化団体・プロ科で活動しつつ法政大学商業学校（現在の法政大学中学高等学校の前身のひとつ）で教えるが、1928年、三・一五事件で検挙され退職。1937年、同盟通信社に入社。戦後はレッドパージにあい、世界経済研究所理事、1959年、立命館大学教授。在職中に死去。

## 著書
- 香港 1942. 岩波新書
- 外資導入と国内態勢 全日本産業別労働組合会議出版部, 1948. 産別シリーズ
- 世界と日本 ナウカ社, 1949. ナウカ講座
- 戦争危機の分析 要書房, 1952.
- ウォール街 1953. 青木文庫
- 戦後の世界経済 三一書房, 1960. 戦後世界の政治と経済

## 共編著
- 国際問題用語人名辞典 岡倉古志郎共編 1951. 青木文庫
- 世界現代史事典 岡倉古志郎共編 合同出版社, 1958. 合同新書
- 現代資本主義の循環と恐慌 編 岩波書店, 1969.
- 戦争と経済 島恭彦共責任編集 雄渾社, 1973. 戦争と平和シリーズ

## 翻訳
- カール・マルクス追憶 ウイルヘルム・リープクネヒト 訳註. 刀江書院, 1927.
- 延安報告 黄炎培 水谷啓二共譯. 時事通信社, 1946.5.
- 社会主義入門 レオ・ヒューバーマン 1953-54. 岩波新書
- 戦争経済と恐慌 H.リューマー 岩波書店, 1955. 時代の窓